# Synnöve Solbakken (1934)
Synnöve Solbakken är en svensk dramafilm från 1934 i regi av Tancred Ibsen. Filmen är baserad på Bjørnstjerne Bjørnsons roman Synnøve Solbakken. I huvudrollerna ses Karin Ekelund, Fritiof Billquist och Victor Sjöström.

## Handling
Torbjörn och Synnöve är två barn som bor i samma dal. Hennes mor gillar inte att de båda leker med varandra eftersom hans farfar super.
De båda har nu blivit vuxna, Torbjörn retas för sin alkoholiserade farfar vilket leder till slagsmål, som Synnöve vill att han ska sluta med. Vid ett slagsmål blir Torbjörn knivhuggen i ryggen och förlamas. Han ber Synnöve att söka en annan man och inte binda sig vid en krympling. En dag får han se sin fars vagn välta och i oron över hur det gått för honom rusar han upp för första gången sedan förlamningen, ett mirakel har skett och han kan äntligen få sin älskade.

## Rollista i urval
- Karin Ekelund – Synnöve Solbakken (i den svenska versionen)
- Randi Brænne – Synnöve Solbakken (i den norska versionen)
- Fritiof Billquist – Torbjörn Granliden
- Victor Sjöström – Sämund Granliden
- Signe Lundberg-Settergren – Ingeborg Granliden
- Solveig Hedengran – Ingrid Granliden
- John Ekman – Guttorm Solbakken
- Hjördis Petterson – Karen Solbakken
- Gösta Gustafson – Aslak
- Helge Mauritz – Knut Nordhaug
- Justus Hagman – doktorn
- Ulla Wessman – Synnöve som barn
- Nils Granberg – Torbjörn som barn
- Törje Reuter – Knut som barn

## Om filmen
Filmen premiärvisades 22 oktober 1934 på biograf Skandia i Stockholm. Som förlaga har man Bjørnstjerne Bjørnsons roman Synnöve Solbakken från 1857. Filmen spelades in i Irefilms ateljéer i Stockholm och exteriörscenerna filmades i Vågå i Norge, en sidodal till Gudbrandsdalen. Samma miljö användes senare i 1957 års version. Samtidigt med den svenska versionen gjordes en norsk version där Karin Ekelund ersattes av Randi Brænne.
Detta är den andra svenska filmatiseringen. Den första gjordes av Skandiafilm 1919 i regi av John W. Brunius. 1957 kom en tredje svensk filmatisering i regi av Gunnar Hellström, producerad av Sandrews och Artistfilm.
Filmen fick en ganska sval kritik efter sin premiär och blev av den anledningen ganska snart omklippt, något som framgår i det meningsutbyte som signaturen "Robin Hood" (Bengt Idestam-Almquist) hade med regissören Tancred Ibsen. Ibsen polemiserade i ett längre inlägg i Stockholms-Tidningen (4.11.1934) mot några påståenden som Robin Hood dels gjort i sin recension, dels framfört i en krönika i Stockholm-Tidningen (28.10.1934). Det gällde bland annat filmens etnografiska trogenhet. Robin Hood anmärkte bland annat på festscenerna där kvinnorna bar nationaldräkt medan männen hade normal kostymering, men Ibsen hävdade att så var bruket på platsen. I sitt svar den 4.11 pekade Robin Hood på vad som förevarit: ”Tack vare mina ‘skriverier’ och gratisreklam har dir. Thiel, Arne Bornebusch m.fl. sakkunniga klippt om filmen, tagit bort de sämst regisserade bitarna, tagit bort vissa nedtoningar, piggat upp rytmen genom att bort longörerna. Filmen har blivit riktigt bra.”

## Musik i filmen
- Allena Gud i himmelrik tysk text och musikbearbetning 1526 Nicolaus Decius dansk text 1529 Arvid Pedersøn svensk text 1816 Johan Olof Wallin
- Astri, mi Astri, norsk text Hans Hanson efter dikt av Horatius
- Ingrids vise, kompositör Halfdan Kjerulf, text Bjørnstjerne Bjørnson
- Synnøves sang, kompositör Halfdan Kjerulf
- Sæterjentens søndag. Ur Et sæterbesøg (Säterjäntans söndag), kompositör Ole Bull, text Jørgen Moe[2]